# Didrik Henrik Taube
Didrik Henrik Taube, född 24 september 1711 i Karlskrona, död 17 februari 1781 i Tåby församling, Östergötlands län, var en svensk greve, amiral och landshövding.

## Biografi
Didrik Henrik Taube föddes 1711 i Karlskrona. Han var son till amiralen greve Edvard Didrik Taube och Christina Maria Falkenberg af Trystorp, samt bror till Fredrik I:s mätress Hedvig Taube. Taube blev 22 mars 1722 student vid Uppsala universitet och började 1724 som volontär vid amiralitetet. Han blev 28 februari 1724 konstapel, 24 september 1729 löjtnant, 20 september 1731 kammarherre, december 1732 kaptenlöjtnant, 28 juli 1735 skeppskapten, 18 oktober 1737 amiralitetskapten och 16 juni 1743 generaladjutant vid Svenska flottan. Taube utnämndes 7 november 1748 till RSO och blev 11 november 1754 schoutbynacht. Han blev 17 februari 1757 vice amiral, 27 augusti 1757 landshövding i Gotlands län och utnämndes 24 november 1760 till KSO. Taube blev 14 februari 1763 landshövding i Göteborgs och Bohus län och 21 februari samma år blev han överkommendant på fästningarna i länet. Han fick 1768 amirals karaktär och tog 29 maj 1772 avsked. Taube avled 1781 på Mems slott i Tåby församling.
Didrik Henrik Taube gjorde snabb karriär, antagligen beroende på systerns inflytande. 
Han var i Svenska Ostindiska Kompaniets tjänst från december 1737 till juli 1739. Dels som befälhavare på skeppet "Stockholm" som seglade på Kanton.

### Familj
Taube gifte sig första gången med Sofia Sparrsköld (1725–1750), dotter av lagmannen Daniel Sparrsköld och grevinnan Hedvig Christina Spens. De fick tillsammans dottern Hedvig Maria Taube (1744–1785) som var gift med landshövdingen Fredrik Ulrik Hamilton af Hageby.